# Organisation du peuple en lutte
 (avril 2020).
Si vous disposez d'ouvrages ou d'articles de référence ou si vous connaissez des sites web de qualité traitant du thème abordé ici, merci de compléter l'article en donnant les références utiles à sa vérifiabilité et en les liant à la section « Notes et références ».
L'Organisation du peuple en lutte (en créole haïtien : Òganizasyon Pèp k ap Lite, abrégé en OPL) est un parti politique haïtien, membre observateur de l'Internationale socialiste et membre de la COPPPAL. Elle est créée en 1994. Lors des élections législatives de 1995, elle remporte 17 des 27 sièges au Sénat et 66 des 83 à la Chambre des députés. Son candidat à la présidence, René Préval, est élu avec 87 % des votes.
L'OPL dispose d'une majorité au Parlement de 1995 à 1997, et nomme Rosny Smarth au poste de Premier ministre. L'OPL est partisan important de la privatisation et des mesures d'austérité économique.
Se dissociant d'Aristide et du mouvement Lavalas, elle est rebaptisée le 9 juin 1999, Organisation du peuple en lutte.
Lors de l'élection présidentielle du 7 février 2006, son candidat Paul Denis emporte 2,62 % du vote populaire. Le parti participe aux élections du 7 février 2006 au Sénat et obtient 6,0 % des voix et 3 des 30 sénateurs. Les 7 février et 21 avril 2006 lors des élections à la Chambre des députés, le parti remporte 10 des 99 sièges.

## Historique
Créée en 1991 sous le nom de Organisation Politique Lavalas, l'OPL fut, pendant des années, une formation pro-Aristide. Aux élections législatives de 1995, elle remporta 17 des 27 sièges au Sénat et 66 des 83 à la Chambre des Députés. Son candidat à la présidence, René Préval, fut élu avec 87% des votes. 
L'OPL a formé une majorité du Parlement haïtien de 1995 à 1997, et nommé Rosny Smarth au poste de Premier ministre. L'OPL a été un partisan important de la privatisation et des mesures d'austérité économique, qui cherchaient à licencier des milliers de travailleurs du secteur public en raison des mesures d'austérité appliquées par les institutions financières internationales. 
Après avoir perdu les élections législatives de 1997, l'OPL a dénoncé les résultats comme frauduleux. 
Se dissociant d'Aristide et du mouvement Lavalas, elle fut rebaptisée le 9 juin 1999, "Organisation du peuple en lutte".
L'OPL a été largement financées par des agences gouvernementales étrangères et a participé à la campagne de déstabilisation contre le gouvernement constitutionnel du président Jean-Bertrand Aristide (2001-2004). Une partie de ses adhérents ont quitté le mouvement pour rejoindre le parti Lavalas.
Lors de l'élection présidentielle du 7 février 2006, son candidat Paul Denis a recueilli 2,62 % du vote populaire. Le parti a participé aux élections du 7 février 2006 au Sénat et obtenu 6,0 % du vote populaire et 3 des 30 sénateurs. Les 7 février et 21 avril 2006 lors des élections à la Chambre des Députés, le parti a remporté 10 des 99 sièges. 
L'OPL fait ensuite partie de la coalition gouvernementale sous la direction du Premier ministre Jacques-Édouard Alexis.